# Izbygniew
Izbygniew – staropolskie imię męskie. Złożone jest z dwóch członów: Izby- („zbywać”, „mieć w nadmiarze”) i -gniew („gniew”). Oznacza „tego, który jest gniewny”.
Izbygniew imieniny obchodzi 3 kwietnia.
Żeński odpowiednik: Izbygniewa.